# Josias Montgomery-Cederhielm
Josias Montgomery-Cederhielm, född 16 maj 1785 på Lindholmens gård i Orkesta socken, död 20 augusti 1825 i Uddevalla, var en svensk militär.
Montgomery-Cederhielm blev underofficer vid Nylands dragonregemente 1786, kornett där samma år, adjutant vid Livregementets kyrassiärer 1801, löjtnant vid Livregementets husarkår 1807 och ryttmästare där 1810. Han fick konfirmationsfullmakt som major 1814, blev överstelöjtnant 1816 och var chef för Värmlands fältjägarregemente 1816–1825. Under fälttåget mot Norge 1814 var han adjutant hos general Eberhard von Vegesack. Han befordrades 1818 till överste. Montgomery-Cederhielm blev 1824 ledamot av Lantbruksakademien. Han blev 1814 riddare av Svärdsorden. Montgomery-Cederhielm tilldelades även guldmedaljen för tapperhet i fält. Montgomery-Cederhielm arrenderade Segersjö herrgård av sin mor och ägde även Frösunda i Solna socken.
Josias Montgomery-Cederhielm var son till Robert Montgomery och Märta Ulrika Cederhielm. Som arvinge till Lindholmens fideikommiss infogade han i enlighet med sin morfar Josias Cederhielms föreskrifter namnet Cederhielm till sitt eget. Från 1817 var han gift med Mathilda d'Orozco. De var föräldrar till Robert Montgomery-Cederhielm.